# Ней-Колоние
Ней-Колоние (также Кустарево-Краснорыновка, нем. Neu-Kolonie) — исчезнувшее село в Старополтавском районе Волгоградской области.
Село находилось в Заволжье, на границе поймы Волги и Сыртовой равнины, к западу от села Черебаево.

## История
Основатели из колоний Келлер (Кустарева) и Лейтзингер (Краснорыновка), разрушенных киргиз-кайсаками (выходцы из Бамберга, Майнца и Пфальца). Официальное русское название - Кустарево-Краснорыновка. Католический приход, в 1856 году открыта церковь. В 1857 году земельный надел составлял 4380 десятины.
С 1922 - Ровенского (в 1927 году переименован во Зельманский) кантона АССР немцев Поволжья. В голод 1921 года родилось 110 человек, умерло 421. В период коллективизации организованы колхозы имени Калинина.
В 1927 году постановлением ВЦИК "Об изменениях в административном делении Автономной С.С.Р. Немцев Поволжья и о присвоении немецким селениям прежних наименований, существовавших до 1914 года" селу Кустарево-Кранорыновка Зельманского кантона возвращено название Ней-Колоние.
28 августа 1941 года был издан Указ Президиума ВС СССР о переселении немцев, проживающих в районах Поволжья. Немецкое население было депортировано. После ликвидации АССР немцев Поволжья село, как и другие населённые пункты Зельманского кантона,  было включено в состав Саратовской области. Однако уже в декабре 1941 года село Ней-Колонинский сельский совет был передан в административно-территориальное подчинение Иловатского района Сталинградской области. В 1954 году Нейколонинский сельсовет был ликвидирован, территория включена в состав Черебаевского сельсовета.
Дата исключения из числа населённых пунктов не установлена. Затоплено при заполнении Волгоградского водохранилища

## Население
Динамика численности населения по годам:
| 1788 | 1798 | 1816 | 1834 | 1850 | 1859 | 1889 | 1897 | 1905 | 1910 | 1920 | 1922 | 1926 | 1931 |
| ---- | ---- | ---- | ---- | ---- | ---- | ---- | ---- | ---- | ---- | ---- | ---- | ---- | ---- |
| 133  | 250  | 368  | 598  | 1010 | 1190 | 1992 | 2207 | 3134 | 3307 | 2816 | 1503 | 1904 | 2252 |